# Esenshamm

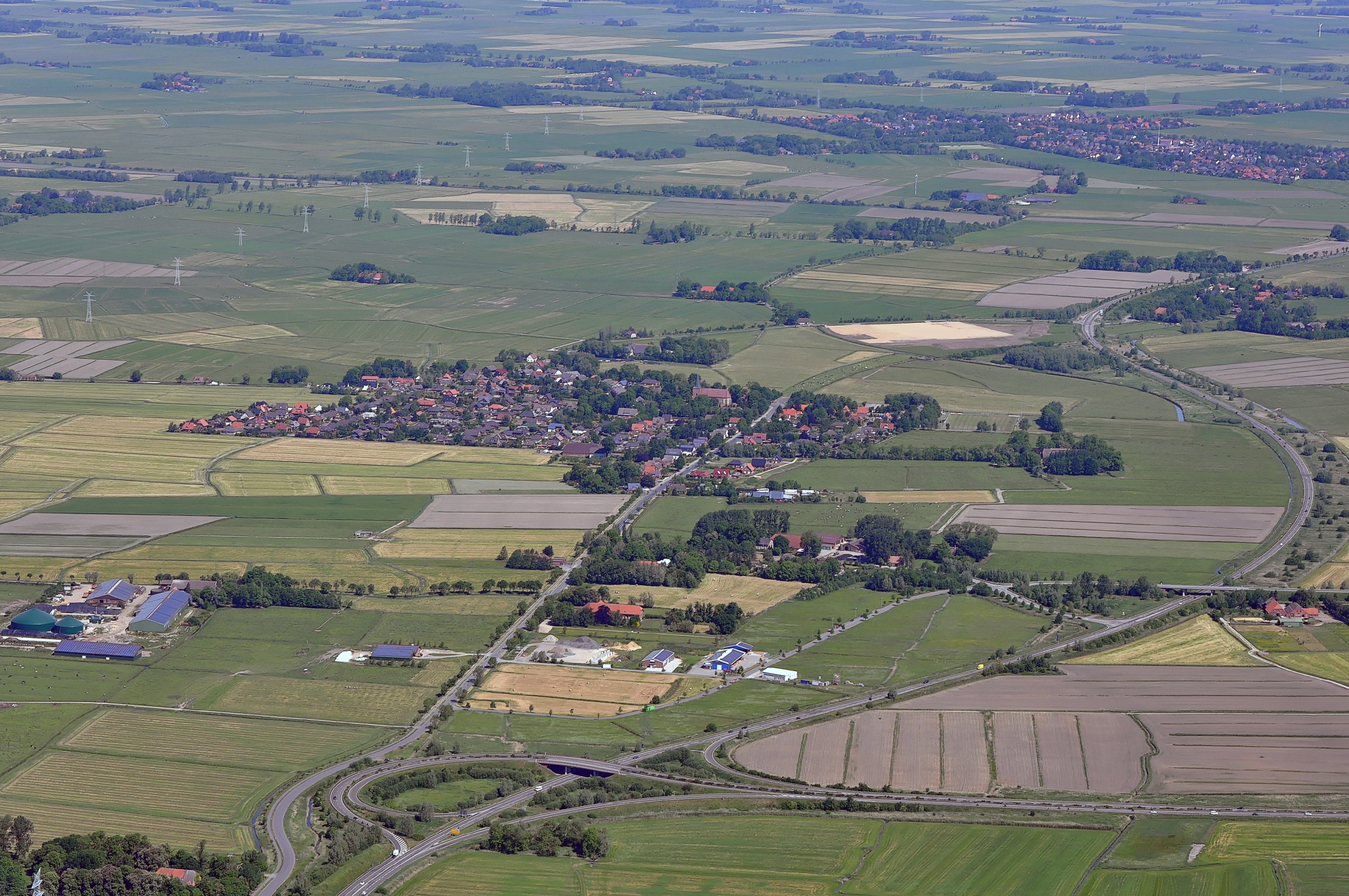
Ansicht von Süden, rechts die B 212

Das Dorf Esenshamm gehört zu der Stadtgemeinde Nordenham im niedersächsischen Landkreis Wesermarsch.
Zum Dorf werden auch die Orte Esenshammer Altendeich, Esenshammer Oberdeich, Esenshammergroden, Butterburg, Havendorf und Bulterweg gezählt.
Der Ortsname Esenshamm setzte sich erst vor ca. 300 Jahren durch, vorher war der Ort als Esemissen, Esensem oder auch als Esenshaim bekannt. Wahrzeichen des Dorfes ist die von 1300 bis 1352 erbaute Kirche, die der friesische Häuptling Husseko Hayen als Festung für sich und als Zufluchtsort für einige Vitalienbrüder ausbaute und nutzte.
Esenshamm gilt als eine Hochburg der Friesensportarten Boßeln und Klootschießen.

## Geschichte

### Mittelalter
Wann sich das heutige Esenshamm gebildet hat, ist unbekannt. Vermutlich entstand der Ort durch die Verbindung mehrerer Sommerdeiche im zehnten bis elften Jahrhundert. Esenshamm gehörte im Mittelalter zur autonomen friesischen Landesgemeinde Rüstringen, der terra Rustringie. Nach außen hin wurden die Landesgemeinden durch die redjeven vertreten. Im Juni 1220 schlossen 16 Rüstringer Vertreter einen Vertrag mit der Stadt Bremen, um die Rechtssicherheit zu erhöhen und den Handelsverkehr zu regeln. Zu ihnen gehörten auch Boyco de Haventhorpe (Havendorf) und  Everardus de Esmundeshem (Esenshamm).
Den Höhepunkt als regionales Machtzentrum auf der Butjadinger Halbinsel erlebte Esenshamm unter dem Häuptling Husseko Hayen, der als ein mächtiger Edelmann seiner Zeit galt, vermutlich aber seinen Reichtum der Zusammenarbeit mit den Vitalienbrüdern verdankte, denen er seinen Grund und Besitz als Basis für Angriffe auf die Handelsschiffe der Hanse zur Verfügung stellte.
Hayo Husseken ließ zu seinem Schutz die neu erbaute Esenshammer Kirche zur Wehrkirche ausbauen und einen breiten Wehrgraben um sie herum anlegen. Seine Heirat mit der Adeligen Jarste Wiemken sicherte ihm die Gunst von deren Bruder, Edo Wiemken dem Älteren, einem der einflussreichsten friesischen Häuptlinge aus dem Geschlecht der Papinga. Husseken schloss Bande mit den anderen regionalen Häuptlingen, wie Lübbe Ommeken, Didde Eggesen zu Golzwarden, Ebke Kampes zu Blexen oder auch die Häuptlinge Ede und Ebke Herings. Diese Häuptlinge, vorwiegend Bierbauern, wandten sich aber bereits um 1380 wieder von Hayo Husseken ab und unterwarfen sich teilweise den Bremern.
Zum Fall Esenshamms kam es zwischen 1380 und 1384, als Husseken Wiemkens Schwester Jarste verstieß (angeblich wegen ihrer „unendlichen Hässlichkeit“) und seine Geliebte heiratete. Edo Wiemken soll vor Wut rasend gewesen sein und willigte in ein Bündnis mit Oldenburg und Bremen ein. Das Bündnis formierte ein großes Heer, welches mit enormer Belagerungsmaschinerie und Blieden (großen Steinschleudern) bestückt war. Dem Heer standen außerdem neben 1000 Kavalleristen auch noch dieselbe Zahl Fußvolk zur Verfügung. Während sich auf dem Marsch auf Esenshamm alle Häuptlinge südlich von Rodenkirchen ergaben und ihre Wehranlagen preisgaben, verbündete sich der abtrünnige Lubbe Onneken (ehemals Häuptling von Rodenkirchen) sogar mit dem Heer. Trotz dieser Übermacht stellte sich Husseken mit seiner kleinen Heerschar friesischer Kämpfer dem Kampf. 14 Tage wurde Esenshamm belagert und Tag und Nacht unter Beschuss genommen. Nachdem, Überlieferungen zufolge, 5 Lasten Pfeile und andere Geschosse verschossen waren, Kirche und Friesenheim arg „zusammengeschmolzen“ waren und der Hunger an den Belagerten zerrte, ergab sich Husseken den Bremer Stadtherren und bat um deren Gnade und hoffte nicht an Wiemken ausgeliefert zu werden, was diese tatsächlich anfangs auch nicht taten.
Nach der Auflösung des gemeinschaftlichen Heeres allerdings ließ man Husseken zurück und bekam von Wiemken dafür die Herrschaft über Esenshamm überlassen. Wiemken ließ Husseken in seine Burg (die spätere Sibetsburg) zerren, dort tagelang hungern und foltern, bevor er ihm als Todesstrafe mit einem Strick aus feinem Haar bei lebendigem Leib zuerst Teile des Fleisches von den Knochen abtrennen und schlussendlich in der Körpermitte durchsägen ließ. Alle anderen regionalen Häuptlinge schworen daraufhin aus Angst Wiemken die Treue. Die Kirche zu Esenshamm wurde von den Bremern als Festung untauglich gemacht, ihr Turm gestutzt, der Graben größtenteils zugeschüttet und alle anderen Festungsanlagen demontiert. Während die Bremer nun ab 1406 mit dem Bau der Festungsanlage „Friedeburg“ in Atens begannen, diente Esenshamm danach als Basis für die Erbauer. Erst im späten 15. Jahrhundert fiel Esenshamm wieder an die Friesen unter Sibeth Papinga, erlangte aber nie wieder seine alte militärische Bedeutung zurück.

### 1500–1933
Bereits 1514 fiel Esenshamm an die Grafschaft Oldenburg (später Herzogtum, Großherzogtum und nach dem Ersten Weltkrieg Freistaat). Im Rahmen der Sächsischen Fehde griffen die vereinigten Herzöge von Braunschweig-Lüneburg und der Graf von Oldenburg Butjadingen und Stadland an, das unter den Einfluss Graf Edzards I. von Ostfriesland geraten war und eroberten beide Gebiete. Zunächst kamen Esenshamm und Abbehausen als Allodium in oldenburgischen Besitz, 1517 musste Graf Johann V. das Gebiet als Lehen von Herzog Heinrich dem Jüngeren von Braunschweig-Wolfenbüttel nehmen.  Nach einem 1515 gescheiterten Aufstand der Butjadinger Bauern veräußerten die welfischen Herzöge nach und nach ihren Besitz an den Oldenburger Grafen, so dass 1523 Butjadingen endgültig oldenburgisch wurde.
Esenhamm war immer noch eine der größten regionalen Ortschaften, geprägt durch überdimensional viele Landeigner und dadurch vermutlich auch dauerhaft wohlständig. Davon zeugt zum Beispiel eine Erfassung der Gewerbetreibenden aus dem Jahre 1815: 106 Landeigner, 47 Heuerlinge oder Kötter, zwei Handelsleute, 13 Schuster, sieben Schneider, vier Schmiede, ein Kleinschmied, fünf Zimmerleute, drei Böttcher, ein Glaser, ein Rademacher, ein Maler, ein Uhrmacher, zwei Maurer, fünf Leineweber, ein Dachdecker, zwei Kahnschiffer, ein Fährmann und ein Musikant.
Viele Nachnamen im Ort belegen noch heute die Menge der Gewerbetreibenden. Darüber hinaus hat sich bis auf einigen Ziegeleien keinerlei Industrie in Esenshamm angesiedelt.

### 1933 bis heute
Aufgrund der nicht vorhandenen Industrie und auch mangels sonstiger strategischer Bedeutung wurde Esenshamm im Gegensatz zur restlichen nördlichen Wesermarsch weitestgehend von Kriegsschäden verschont. So behielt es seinen alten Charakter als Wohnort bei. Nahezu alle Esenshammer Einwohner arbeiten in den landwirtschaftlichen Betrieben im näheren Umfeld oder in der Großindustrie in der nördlichen Wesermarsch.
Infolge der Gemeindereform verlor Esenshamm am 1. März 1974 seinen Gemeindestatus. Der Ortskern sowie die Ortsteile Havendorf und Enjebuhr wurden der Stadtgemeinde Nordenham angeschlossen. Die Ortschaften Kleinensiel und Havendorfersande kamen zu Stadland. In den 1970er-Jahren wurde in der Nachbargemeinde Stadland das Kernkraftwerk Unterweser errichtet, welches 1978 ans Netz ging und 2011 abgeschaltet wurde. Da das Gebiet, auf dem es gebaut wurde, zuvor noch zur Gemeinde Esenshamm gehörte, wurde das Kernkraftwerk lange Zeit fälschlicherweise als KKW Esenshamm bezeichnet. Noch heute kann man in Esenshamm alle Stufen der Besiedelung der Wesermarsch erkennen: Einzelhöfe, Reihendörfer, geschlossene Ortschaften auf erhobenen Wurten und moderne Siedlungen.

## Tourismus und Nahverkehr
In Esenshamm existieren mehrere Pensionen, außerdem vermieten viele Privat-Pensionen Zimmer an Reisende.

## Bauwerke
- Matthäuskirche, ein bedeutender spätromanischer Sandsteinbau aus der 1. Hälfte des 14. Jahrhunderts mit Backsteinturm und frühgotischem Sandsteinportal.

- Ehem. Schule Am Sportplatz 12 von 1950
- Prangenhof vom 19. Jh., Alte Heerstraße 1

## Industrie und Wirtschaft
Es befindet sich keine Industrie in Esenshamm. In dem im Zuge des Wesertunnelbaus geschaffenen Gewerbegebiet „Wesertunnel“ haben sich bisher eine Zimmerei und ein Bauunternehmen angesiedelt.
Weiterhin existiert ein Gerüstbauunternehmen im Gewerbegebiet „Am Wesertunnel“.
Im Norden des Ortes zwischen Ortskern und Hoffe betreibt die Helios Kliniken GmbH ein 2017 eröffnetes Krankenhaus.

## Bildung und Schule
Esenshamm verfügt noch über einen Kindergarten. Aufgrund eines Mangels an Neuschülern wurde die Grundschule 2012 geschlossen. Somit gibt es erstmals seit 1593 keine Schule mehr im Ort.

## Sport
Seit rund 100 Jahren ist Esenshamm eine Hochburg der Klootschießerbewegung. Der rund 150 Mitglieder zählende Verein bietet die Sportarten Klootschießen, Boßeln und Schleuderballweitwurf an. Außerdem gibt es den über 150 Jahre alten Turnverein Esenshamm. Er bietet die Sportarten Turnen, Badminton, Fußball, Faustball, Laufen, Volleyball, Tischtennis und Walking an.

## Vereine am Ort
- Klootschießerverein Esenshamm
- Turnverein Esenshamm
- Bürgerverein Esenshamm
- Schützenverein Esenshamm
- Kyffhäuserverein Esenshamm

## Persönlichkeiten
- Hans Hinrichs (* 15. Juni 1848 in Esenshammergroden; † 3. Dezember 1912 in Detmold), Kommerzienrat und Verleger
- Heinrich Gerhard Lübben (* 29. April 1883 in Langenriep; † 27. Dezember 1931 in Absen), Lehrer und Zoologe, Gründer und Direktor des Zoos in Bremerhaven